# 安嶋秀生
安嶋 秀生（あじま ひでき、2002年11月11日 - ）は、日本のアイドル、歌手、タレント。ジュニア内男性アイドルグループ・少年忍者のメンバー。愛称は、あじ。
東京都出身。STARTO ENTERTAINMENT所属。

## 来歴
2011年6月19日にジャニーズ事務所に入所。同期には元IMPACTorsの影山拓也、鈴木大河などがいる。2018年からは少年忍者のメンバーとして活動する。それまではコンサートJr.として活動し、主にHey! Say! JUMP、Sexy Zone、A.B.C-Z、Kis-My-Ft2のバックについていた。
2023年、舞台「Story Rocking『ピーチ』 〜芥川龍之介「桃太郎」より〜」で外部舞台初出演にして初主演を務める。

## 人物

### 入所経緯
芸能界に入る前にアクロバットを習っていた。アクロバット教室の友達の母親から「そんなアクロバットができるならジャニーズ事務所に応募してみれば？」と言われ、自身の母親にも同意され、小学校3年生にオーディションを受けた。オーディション曲はHey! Say! JUMPの「OVER」。昔はオーディション曲が難しく、ダンス未経験だったため振り覚え中に「先生（振付師）トイレ行っていいですか？」と言って、トイレで泣いていた。
初のライブは『Hey!Say!JUMP SUMMARY 2011』。

### 特技
特技はアクロバットで、「バック宙土下座」など特に宙を舞う技が得意。「アクロバットといえば安嶋秀生」という存在になることを目指している。2021年には幼い頃からずっと出場したかったというTBS系テレビ番組『SASUKE』にも出場し、初出場で1stステージをクリアした。
ダンスは母親に手伝ってもらいながら、独学で学ぶ。2022年12月にジュニアCHANNELにて更新された『少年忍者 格付けランキング』の「ダンスがカッコイイランキング」では3位となった。
2022年5月にジュニアCHANNEL にて更新された『ジャニーズJr.合同大運動会2022春』の超巨大跳び箱で唯一の21段を飛んだ。
その他、水泳も小学校1年生から習っている。

### 嗜好
趣味は香水集めで、毎日持ち歩いている。また自分の部屋のこだわりでキャンドル、アロマ、ディフューザーが置いてあり常にいい匂いがしていると書かれている。
服を着る上で、上着は大きいサイズ、パンツはジャストサイズのものを着ている。

## 出演

### テレビドラマ
- 文豪少年!〜ジャニーズJr.で名作を読み解いた〜 第5話（2021年4月18日、WOWOW） - 主演・陸 役[20][21]

### 映画
- 東西ジャニーズJr. ぼくらのサバイバルウォーズ（2022年4月1日公開） - 龍一郎 役[22][23]

### 舞台
- 滝沢歌舞伎 2017（2017年4月6日 - 5月14日、新橋演舞場）[24]
- Story Rocking『ピーチ』 〜芥川龍之介「桃太郎」より〜（2023年10月20日 - 29日、シアター1010 / 11月4日・5日、梅田芸術劇場シアター・ドラマシティ） - 主演・ピーチ（桃太郎） 役[6][25]
- サマータイムマシン・ブルース（2025年10月22日 - 11月2日〈予定〉、IMM THEATER / 11月6日・7日〈予定〉、COMTEC PORTBASE / 11月12日 - 16日〈予定〉、サンケイホールブリーゼ） - 新美 役[26]

### イベント
- 駆アガル！～あべこべ男子に憧れて〜（2025年3月22日・23日、ぴあアリーナMM）[27]

### その他
- 都市型観光バスツアー『WOW RIDE』（2022年8月1日 - 10月30日） - 映像バスガイド[28][29]